# Grand Theft Auto III
Grand Theft Auto III er et sandbox action-adventure computerspil udviklet af DMA Design og udgivet af Rockstar Games. Det blev udgivet 22. oktober 2001 for PlayStation 2, 20. maj 2002 for Microsoft Windows og 31. oktober 2003 for Xbox. Det er den femte titel i Grand Theft Auto-serien.
Grand Theft Auto III er spillet fra et third-person perspektiv i et open world single-player miljø, som gør det muligt for spilleren at interagere med spillets verden. Spillet forgår i den fiktive by Liberty City, som er løst baseret på New York City. Historien har en stille, navnløs hovedperson, selv om han senere omtales som Claude i hans gæsteoptræden i Grand Theft Auto: San Andreas. Claude er en bankrøver, der blev efterladt til sin død af hans kæreste, og derefter hurtigt bliver viklet ind i en verden af bander, kriminalitet og korruption.
Dens efterfølger,  Grand Theft Auto: Vice City, blev udgivet den 27. oktober 2002 og modtog ligeledes ros. I december 2011, i anledning af spillets tiårsdagen, blev en mobil version af Grand Theft Auto III udgivet til iOS og Android. Spillet er også blevet udviklet til forskellige andre platforme og tjenester, såsom Mac OS X og PlayStation Network.

## Gameplay
Grand Theft Auto III arver meget af gameplay-mekanikken fra sine forgængere, Grand Theft Auto og Grand Theft Auto 2, der kombinerer elementer af et Third-person shooter og kørespil i en ny 3D-spilmotor. Ideen med at bruge en 3D-spilmotor i sådan en genre var dog ikke ny. Det første spil til at kombinere elementer af action, skydning, og muligheden for at kunne køre i forskellige køretøjer i en sandbox 3D verden var Hunter, udgivet i 1991 til Commodore Amiga og Atari ST.
Til fods har spillerens karakter den ekstra evne til at kunne sprinte og hoppe (men er ude af stand til klatring eller svømning), samt bruge våben og slå. Han er også i stand til at køre en række køretøjer.
Kriminelle handlinger såsom carjacking, mord og tyveri vil resultere i stigende niveauer af resistens fra myndighederne. Hvis spillerens "wanted" (eftersøgt) niveau når et vist niveau vil, politiet, FBI, og hæren reagere voldsomt imod spilleren.
Når spillerens karakter dør af sine kvæstelser eller bliver arresteret, vil han vågne op på et lokalt hospital eller politistation henholdsvis, på bekostning af at miste alle våben og rustninger og et pengebeløb til medicinske udgifter eller bestikkelse.
En vigtig funktion i Grand Theft Auto III's forgængere var, at de tillod spilleren at få kontanter ved at begå småforbrydelser men blev nedtonet i dette spil, og omfatter nu kun ødelæggelse af køretøjer, drab af fodgænger samt at udføre stunts med køretøjer. Mængden af penge i spillerens besiddelse er ikke længere et krav for at låse op for nye områder op i Grand Theft Auto II. I stedet er færdiggørelsen af missioner og udfoldning af spillets historie nu ansvarlig for denne rolle. Derudover har spilleren lov at vende tilbage til alle ulåste områder af byen. Men som nye områder åbner, bliver tidligere tilgængelige områder mere farlig eller vanskelig at udforske, på grund af fjendtlige bander.

### Missioner og fortællinger
En fællestræk Grand Theft Auto III har med resten af serien er det betydeligt open world gameplay miljø i Liberty City.
Missioner, der tilbydes til spilleren, falder primært i to kategorier: historie-baserede og sidemissioner. Mens spillets fremskridt er historie-baserede missioner fremmer plottet og låse visse områder op på kortet, kan spilleren vælge at fuldføre dem når han/hun føler for det. Derudover er ikke mange af dem ikke obligatoriske. Alternativt er det muligt at ignorere de vigtigste missioner og kun spille sidemissioner. Hvis spilleren får fat i en taxi, så kan de udføre taxi job for NPC spillere i spillet, og sætte dem af i forskellige dele af byen imod betaling; får man en ambulance tillader det spilleren at afhente såret NPC og køre dem til hospitalet for betaling. Brandslukning og politimissioner er også tilgængelige. Færdiggørelse af disse sidemissioner i et vist omfang resulterer i afspilleren belønnes på forskellige måder. Hvis spilleren ønsker, kan han eller hun undgå alle missioner og i stedet vælge at udforske byen, stjæle biler, kører over fodgængere og undgå eller udfordre politiet.

### Våben
Udvælgelsen af våben, der er fastsat i spillet består af skydevåben, sprængstoffer, og to former for nærkampe (hånd til hånd kamp og et baseball bat). Våbnene selv er stort set magen til de våben fra den oprindelige Grand Theft Auto og dens efterfølger, som f.eks. Colt M1911, Uzi, AK-47, M16A1, snigskytteriffel, M72 LAW og flammekaster.

## Spillets handling
Den stumme, yderst kriminelle unge hovedperson, kaldet Claude (personen fremstår anonym, men kilder i spillet peger på det navn), har sammen med sin kæreste, Catalina, planlagt at røve en bank lige udenfor Liberty City. Bankrøveriet forløber planmæssigt, men tager en uventet drejning da kæresten stopper Claude uden for banken og skyder ham i brystet med en pistol.
Næste scene viser en overskrift i byens nyhedsavis Liberty City Tree, som fortæller om bankrøveriet. Man ser Claude i en fangetransport sammen med et par andre personer, der ligesom Claude er ved at blive transporteret. Fangetransporten bliver imidlertid stoppet, da en vogn fra gangster-gruppen The Columbian Cartel svinger ind foran fangetransporten og smider en bombe, der eksploderer midt på broen mellem de to bydele Portland Island og Staunton Island.
Claude flygter sammen med fangen "8 Ball" ud til et sted, som 8 Ball anviser. Her skifter man sit fangetøj ud med et attitudefyldt sæt, bestående af armygrønne cowboybukser og en sort læderjakke. 8 Ball har rødder i den italienske mafia (Leone Family Mafia). Herefter møder man bordelejer Luigi Goterelli, der sætter skub i Claudes kriminelle karriere ved at give ham et job. Dette fører straks til mere arbejde.
Herefter begynder Claude at arbejde fast for Leone Mafiaen og dennes tilhængere, heriblandt Luigi Goterelli, Joey Leone (søn af Salvator Leone), Toni Cipriani og mafiaens overhoved Salvator Leone.
Leone Familien falder dog Claude i ryggen. De vil myrde ham med en bilbombe, men Salvators pige, Maria Latore, tipper ham om bomben, og han søger tilflugt på Staunton Island. Her møder man Asuka Kasen, som leder den store japanske bande Yakuza. Hun hjælper med at få hævn, og man ender med at slå hele Leone Mafiaen ihjel.
Man udfører adskillige missioner for Yakuzaen og lægger sig ud med The Columbian Cartel, som ejer en stor del af Shoreside Wale. Historien fortsætter med, at man får besejret toppen af Cartellet, og efter man har reddet Maria (som er blevet en smule forelsket i Claude), er historien slut, og spillet er gennemført.

## Udvikling
Grand Theft Auto III's kerneudviklingsteam bestod af omkring 23 personer fra DMA Design i Edinburgh, der arbejdede tæt sammen med udgiveren Rockstar Games i New York City. I begyndelsen af 2001 havde teamet designet byen, biler og nogle våben. En online multiplayer tilstand blev oprindeligt planlagt til spillet, men blev til sidst droppet på grund af tids- og ressourcebegrænsninger. Producent Leslie Benzies beskrev Grand Theft Auto III  som et "krimssimuleringsspil". Spillet blev frigivet til PlayStation 2 den 22. oktober 2001. i Nordamerika. Når spillet blev portet til Microsoft Windows, forsinkede teamet det fra PlayStation 2 frigivelsen for at sikre kvalitet, idet der henvises til problemer med den samtidige platform udgivelse af tidligere Grand Theft Auto-spil.

## Fodnoter
1. ↑  Spil i Grand Theft Auto serien som forgår i et fiktive univers, som deler indbyrdes forbundne plots og karakterer. 3D universet består af Grand Theft Auto III, Vice City (2002), Advance (2004), San Andreas (2004), Liberty City Stories (2005), og Vice City Stories (2006). Liberty City i Grand Theft Auto III er forskellig fra gengivelsen i  Grand Theft Auto IV (2008).[6]